# سانحه هوایی مونیخ
سانحهٔ هوایی مونیخ روز ۶ فوریه سال ۱۹۵۸ (۱۷ بهمن ۱۳۳۶ خورشیدی) اتفاق افتاد. پرواز شماره ۶۰۹ هواپیمای شرکت بریتیش یوروپین ایرویز در سومین تلاش خود برای پرواز از فرودگاه پوشیده از برف و گل و لای شهر مونیخ آلمان غربی سقوط کرد. این هواپیما حامل بازیکنان و مربیان باشگاه فوتبال منچستر یونایتد، هواداران این تیم و تعدای خبرنگار بود. ۲۰ نفر از ۴۴ سرنشین هواپیما، موقع سقوط جان باختند. بقیه سرنشینان که به شدت آسیب دیده و بیهوش شده بودند، به یکی از بیمارستان‌های شهر مونیخ منتقل شدند. سه نفر نیز در بیمارستان جان باختند که در نتیجه مجموع جان باختگان این حادثه ۲۳ رسید و ۲۱ نفر نیز جان سالم به در بردند.
تیم فوتبال منچستر یونایتد، بعد از بازی با تیم ستاره سرخ بلگراد در چارچوب لیگ قهرمانان از شهر بلگراد به خانه برمی‌گشت. هواپیما می‌بایست برای سوخت‌گیری در مونیخ توقف می‌کرد. بعد از سوخت‌گیری، خلبانان هواپیما، کاپیتان جیمز تِین و کنت رایمنت، دو بار تلاش کردند تا هواپیما را بلند کنند، اما تلاش بی‌نتیجه بود. کاپیتان تین به خاطر آن که از برنامه عقب نمانند، درخواست اسکان مسافران و خدمه در شهر مونیخ به مدت یک شب را رد کرد. آن‌ها برای بار سوم تلاش کردند تا پرواز کنند. در آن موقع برف شروع به باریدن کرده بود و انتهای باند از برف و گل و لای پوشیده و بسیار لغزنده شده بود. زمانی که هواپیما به انتهای باند رسید، سرعتش را از دست داد و برخاستن غیرممکن شد. هواپیما با حصارهای پشت فرودگاه برخورد کرد و به دنبال آن بال‌های هواپیما به خانه‌ای برخورد کرد و از هواپیما جدا شد. کاپیتان تین از ترس انفجار هواپیما، بازماندگان را تا حد ممکن از هواپیما دور کرد. با این حال، هری گرگ دروازه‌بان تیم منچستر یونایتد، در بین لاشهٔ هواپیما جا ماند، ولی در نهایت جان سالم به در برد.
بعد از تحقیقات، مقامات فرودگاه مونیخ، کاپیتان تین را به این خاطر که یخ‌های بال هواپیما را نزدوده بود، مقصر این حادثه معرفی کردند. اما بعداً اعلام شد که علت اصلی حادثه لغزندگی باند بوده‌است که باعث شده هواپیما به سرعت لازم برای پرواز دست نیابد.
قبل از این حادثه، منچستر یونایتد تلاش می‌کرد تا به نخستین تیمی تبدیل شود که در لیگ برتر انگلیس سه بار پشت سر قهرمان می‌شود. آن‌ها با ۶ امتیاز کم‌تر از ولورهمپتون در رتبه دوم بودند. همچنین در بازی‌های اروپایی به نیمه نهایی راه پیدا کرده بودند.

## حادثه
باشگاه منچستر یونایتد برای بازگشت از دیدار موفق خود در برابر ستاره سرخ بلگراد در یوگسلاوی هواپیمایی را به‌طور دربست اجاره کرده بود.
دیدار ستاره سرخ و منچستر یونایتد سه بر سه تمام شد و منچستر یونایتد در مجموع پنج بر چهار به پیروزی رسید و به دور بعد صعود کرد.
پس از سوخت‌گیری هواپیما در مونیخ به دلیل مشکل فنی و ناتوانی خلبان در پرواز کامل در سومین تلاش، در ساعت سه و چهار دقیقه بعد از ظهر روز ششم فوریه دچار سانحه شد و به نرده‌های کناره باند و یک واحد مسکونی خالی اصابت کرد.
در این حادثه هفت بازیکن و پانزده همراه منچستر یونایتد در جا کشته شدند و «دانکن ادواردز» دیگر بازیکن این تیم پس از ۱۵ روز نبرد با مرگ در روز ۲۱ فوریه جان خود را از دست داد. برخی از کارشناسان فوتبال بریتانیا، از ادواردز که به هنگام مرگ ۲۱ سال سن داشت به عنوان مستعدترین بازیکن تاریخ فوتبال انگلیس یاد می‌کنند.

## کشته شدگان
کشته شدگان این حادثه از بین بازیکنان تیم عبارت بودند از:
- جئوف بنت: ۲۵ ساله دفاع چپ ذخیره تیم
- راجر بایرن:دفاع وسط ۲۸ ساله، ملی پوش و کاپیتان تیم
- ادی کولمن:هافبک راست ۲۱ ساله جوانترین عضو تیم
- مارک جونز: ۲۴ ساله دفاع میانی
- دیوید پگ: ۲۲ ساله، هافبک دفاعی راست که تازه به تیم ملی انگلیس دعوت شده بود
- تامی تیلور:مهاجم ملی پوش ۲۶ ساله
- بیلی ولان: هافبک وسط ۲۲ ساله ملی پوش تیم ملی ایرلند جنوبی
- دانکن ادواردز: مهاجم ملی پوش ۲۱ ساله (۱۵ روز بعد در بیمارستان بر اثر شدت جراحات وارده درگذشت).

دیگر کشته شدگان این حادثه مرگبار، شامل یک دبیر باشگاه، یک کمک مربی تیم، یک تمرین دهنده، یک کمک خلبان (سه هفته بعد بر اثر شدت جراحات درگذشت)، یک مهماندار و یک نماینده شرکت مسافرتی، یک هوادار و دوست صمیمی سرمربی و هفت روزنامه‌نگار از نشریات و روزنامه‌های منچستر ایوینینگ کرونیکل، منچستر گاردین، دیلی هرالد، منچستر ایوینینگ نیوز، دیلی میرر، دیلی اکسپرس، دیلی میل، نیوز آو د ورلد بودند.
بازیکنان تیمی که دچار این سانحه هوایی شد به دلیل محبوبیت عمومی و دوست داشتنی بودنشان در بین مردم و رسانه‌ها و به نام مت باسبی سرمربی موفق منچستر یونایتد در آن سال‌ها، به نام دردانه‌های باسبی در تاریخ مشهور شدند.

## بازماندگان
غیر از کشته شدگان، چندین نفر نیز بر اثر این سانحه به شدت زخمی شدند که از میان آنان مت باسبی سرمربی تیم مدت به مدت دو ماه در بیمارستان بستری شد و چند بار نیز مورد عمل جراحی قرار گرفت. دو بازیکن تیم به نام‌های جانی بری و جکی بلنچفلاور آن چنان مصدوم شدند که هرگز نتوانستند به صحنه فوتبال حرفه‌ای بازگردند.
در این حادثه ۹ بازیکن و ۱۰ همراه از جمله مت باسبی و جیمز تاین خلبان هواپیما با وجود جراحات فراوان زنده ماندند.
بازیکنان زنده مانده منچستر یونایتد در حادثه مونیخ عبارت بودند از: جانی بری، جکی بلنچفلاور، دنیس وایولت، ری وود، بابی چارلتون، بیل فوکس، هری گرگ، کنی مورگانز و آلبرت اسکانلون

## بعد از حادثه
این حادثه تیم منچستر یونایتد را تا آستانه انحلال کامل پیش برد و درایت مت باسبی و مدیریت بحران سران باشگاه موجب شد تا با یک رکود نسبتاً کوتاه، با بازپروری ستارگان بازمانده از سانحه مونیخ از قبیل «بابی چارلتون» و ارائه نسل جدیدی از ستارگان جوان از قبیل جورج بست و دنیس لاو توانست پس از یک دهه به فتح جام‌های داخلی و اروپایی از جمله با پیروزی در برابر بنفیکا، به قهرمانی در جام باشگاه‌های اروپا دست بیابد.
باسبی با یک وقفه یک سال و نیمه در فاصله ژوئن ۱۹۶۹ تا دسامبر ۱۹۷۰، از اول فوریه ۱۹۴۵ تا ۲۸ دسامبر ۱۹۷۰ سرمربی منچستر یونایتد بود.
سرمربی منچستر یونایتد در این مدت موفق شد تا پنج بار تیمش را به قهرمانی جام باشگاه‌های انگلیس، هفت بار نایب قهرمانی این رقابت‌ها، دو بار قهرمان جام حذفی، دو بار نایب قهرمان این جام، پنج بار قهرمان سوپر جام باشگاه‌های انگلیس، یک بار قهرمان جام باشگاه‌های اروپا و یک بار قهرمان جام بین قاره‌ای (هر دو در سال ۱۹۶۸) رساند.

## بزرگداشت‌ها
- لین متیوز خواننده انگلیسی موسیقی سبک‌های پاپ و محلی با خواندن ترانه‌ای با عنوان دردانه‌های باسبی نه تنها یادآور درگذشتگان حادثه مونیخ شد، بلکه برای همیشه این عبارت را به عنوان نماد اختصاری ورزشکاران کشته شده منچستر یونایتد در مونیخ ثبت کرد.
- اعضای گروه موسیقی اسپینرز در سال ۱۹۶۲ نخستین کسانی بودند که با سرودن و خواندن ترانه «گل‌های منچستر» به یادکرد این حادثه پرداختند.
- موریسی خوانند متولد منچستر در سال ۲۰۰۴ ترانه «سانحه هوایی مونیخ ۱۹۵۸» را در آلبوم «خون ایرلندی، قلب انگلیسی» ارائه کرد.
- گروه موسیقی انگلیسی فیوچرهدز با ترانه‌ای با عنوان «اخبار و قدردانی» یاد کشته شدگان حادثه مونیخ را گرامی داشتند.
- در سال ۱۹۹۸ شبکه تلویزیونی آی تی وی در چهلمین سالگرد حادثه مونیخ مستند سه قسمتی را با عنوان مونیخ: پایان یک رؤیا تولید و پخش کرد.

بهرام (بری) نویدی سینماگر ۴۷ ساله ایرانی‌تبار مقیم لندن نیز بر اساس گزارشها در سال ۲۰۰۵ در حال نگارش فیلم نامه‌ای دربارهٔ حادثه ۱۹۵۸ مونیخ بوده‌است.
- در سال ۲۰۰۶ شبکه تلویزیونی بی‌بی‌سی یک سریال مستند/داستانی با عنوان بازماندگان فجایع ساخت که یکی از قسمت‌های آن به بررسی حادثه مونیخ و تبعات آن از زبان بازماندگان آن و وابستگانشان اختصاص داشت.
- قهرمانی منچستر یونایتد در لیگ قهرمانان اروپا فصل ۲۰۰۸–۲۰۰۷ به کشته شدگان این سانحه هوایی تقدیم گردید.
- در پنجاهمین سالگرد حادثه مونیخ مراسم مختلفی در منچستر، لندن و مونیخ برپا شده‌است. مراسم رسمی یادبود مذهبی سالگرد این حادثه در ورزشگاه اولدترافورد با حضور اعضای کنونی و گذشته تیم، از جمله سر الکس فرگوسن سرمربی کنونی تیم و نزدیک به ۷۰ هزار نفر برگزار شد و گوردون براون نخست‌وزیر بریتانیا نیز پیام اختصاصی برای آن ارسال کرد. براون در پیام خود گفت: من هم مانند بسیاری به عنوان یک پسر جوان از شنیدن تراژدی باورنکردنی مونیخ شوکه شدم.
- علاوه بر شبکه‌های سراسری رادیویی، تلویزیونی و اینترنتی، شبکه اختصاصی تلویزیونی کابلی MUTV متعلق به باشگاه منچستر یونایتد نیز از هفته‌ها قبل برنامه‌های متعددی را در این باره پخش کرده‌است. اغلب شبکه‌های تلویزیونی نیز مراسم یادبود اختصاصی روز چهارشنبه در اولدترافورد را مستقیماً پخش کردند.[۱]